# 浙江国华宁海发电厂
29°28′57″N 121°30′34″E / 29.48250°N 121.50944°E
宁海发电厂，全称浙江国华宁海发电厂，是浙江省宁海县境内的一座发电厂。电厂由中国神华集团控股，位于宁海县强蛟镇，象山港峡山半岛北端，一期装机容量240万千瓦，由四台60万千瓦发电机组组成，2006年1月投产。二期装机容量200万千瓦，由两台100万千瓦发电机组组成。电厂在建设和运营中采用环保技术，含有脱硫、脱硝装置，二期在中国大陆首次采用海水二次循环冷却装置，生产过程中产生的衍生物可供周边工厂作为生产原料。